# Дом-особняк Рябинина
Дом-особняк Рябинина находится на Каслинской улице Челябинска в Калининском районе города. 
Дом-особняк является памятником архитектуры местного значения.

## История
5 ноября 1894 года челябинский мещанин Александр Лукич Рябинин, занимавшийся торговлей рыбой на Мясной улице и владевший кожевенным заводом, приобрёл у чиновника Андрея Андреевича Словохотова недвижимое имущество на Каслинской улице. Это приобретение включало в себя шестикомнатный деревянный дом, три завозни, две конюшни, амбар, сарай и баню. По описи имущества в 1911 года стоимость всех построек была оценена в 1 000 рублей. Но в 1916 году список имущества, записанный уже на жену Рябинина — Марию Тимофеевну Рябинину — включал в себя «Дом с подвальным этажом в девять комнат, две каменные кладовые, каменные: конюшня, мастерская и деревянная баня, крытая тесом» и оценивался в 3 000 рублей. То есть в период 1911 — 1916 годов дом был основательно перестроен в стиле русской теремной архитектуры.
На рубеже 1980—х — 1990-х годов в доме были проведены ремонтно-реставрационные работы. В ходе реставрации особняку вернули утраченные детали резного фасада, установили новые ворота и металлическую ограду, переделали веранду. Особняк до марта 2010 года являлось областной собственностью. В настоящее время (2016 год) в здании находится ООО «Центр реставрации» — предприятие культуры по сохранению исторического и культурного наследия.
По решению № 211 Исполнительного комитета Челябинского областного Совета народных депутатов, от 25 апреля 1978 года, дом-особняк Рябинина получил статус объекта культурного наследия регионального значения.

## Описание
Дом-особняк Рябинина представляет собой полукаменный дом, установленный на кирпичном цоколе, облицованном белым камнем. В цоколе находятся четыре помещения. С севера и юга особняк был ограничен брандмауэрами, сложенными из дикого камня, однако южный брандмауэр разрушился и не был восстановлен. С севера к особняку примыкают сени с парадным входом.
Особняк сложен из деревянных брёвен, рубленых «в лапу». Главный фасад асимметричен и оформлен тремя декоративными башенками с шатровыми крышами, облицованными досками «в ёлочку». В боковых пряслах дома находятся трёхчастные окна, а оконные проёмы украшены резными наличниками. Кровля башен выполнена в виде черепичной фактуры.
В северо-восточном углу особняка находятся открытая терраса и застеклённая веранда. Во дворе особняка была резная деревянная беседка, построенная в том же стиле, что и особняк, но после 2012 года она была утрачена.